# Phytobia setitibialis
Phytobia setitibialis är en tvåvingeart som beskrevs av Mitsuhiro Sasakawa 1992. Phytobia setitibialis ingår i släktet Phytobia och familjen minerarflugor.
Artens utbredningsområde är Colombia. Inga underarter finns listade i Catalogue of Life.